# Nagoya Grampus
Maillots
Actualités
Le Nagoya Grampus (名古屋グランパス), est un club de football japonais. Fondé en 1939, il est basé depuis cette date dans la ville de Nagoya dans la préfecture d'Aichi.

## Histoire
Le club est fondé en 1939 sous le nom de Toyota Motor S.C. Le club est la propriété du constructeur automobile Toyota. 
En 1972, Toyota Motors prend part à la première saison de la deuxième division de la Japan Soccer League et en devient le champion inaugural. Le club est ainsi promu en division 1 ou il termine à la septième place l'année suivante. À l'issue du championnat de l'année 1977, le club est relégué en deuxième division. L'année 1978 en D2 est difficile. Avant-dernier le club se maintient à l'issue du barrage promotion-relégation contre le club Toho Titanium qui évolue en séries régionales. Le club évolue en D2 jusqu'à la saison 1986-1987 : deuxième du championnat, le club remonte en division 1. Mais le club ne reste qu'une saison en D1 ou il termine dernier. Le club retrouve l'élite une nouvelle fois en terminant deuxième du championnat 1989-1990. Dernier du championnat 1991-1992, le club n'est pas relégué car il bénéficie de la création de la J-League et du refus de plusieurs clubs de passer professionnels. 
Le club est alors renommé Nagoya Grampus Eight et recrute l'attaquant anglais Gary Lineker.
En 1995 le club recrute Arsène Wenger comme entraîneur. Il permet au club de remporter son premier titre : la Coupe de l'Empereur 1995 suivie quelques mois plus tard de la Supercoupe du Japon 1996 (c'est depuis cette victoire que les supporters de cette équipe encouragent encore aujourd'hui leur équipe sur l'air de La Marseillaise.)
Wenger quitte le club en septembre 1996 pour rejoindre le club anglais d'Arsenal. 
En 1997, le club atteint la finale de la Coupe des coupes asiatiques ou il s'incline contre le club saoudien d'Al Hilal Riyad. Le club remporte sa deuxième coupe de l'Empereur en 1999 et atteint les quarts de finale de la Coupe des coupes asiatiques de 2001. 
En 2008, le club termine troisième de la J-League et se qualifie pour la Ligue des champions asiatique de 2009. Nagoya se hisse en demi-finale s'inclinant contre le club saoudien d'Al Ittihad Djeddah. Cette même année 2009 Nagoya s'incline en finale de la Coupe de l'Empereur.
2010 sera une grande année pour le club. En effet, fort de l'arrivée de Marcus Túlio Tanaka et de Mu Kanazaki, Nagoya sera sacré champion du Japon démontrant une grande maîtrise tout au long de la saison.
L'année 2011 sera donc celle de grands rendez-vous. Pour s'y préparer, les arrivées de Jungo Fujimoto et de Kensuke Nagai ont d'ores et déjà été officialisées.
Dix ans après son dernier trophée le club remporte la Coupe de la Ligue 2021 face au Cerezo Osaka.

### Origine du nom du club
Le nom du club provient de deux symboles de la ville. Grampus fait référence aux orques dorés ornant le château de Nagoya. Eight fait référence au Maru-Hachi (circle eight en anglais) symbole de la ville. 

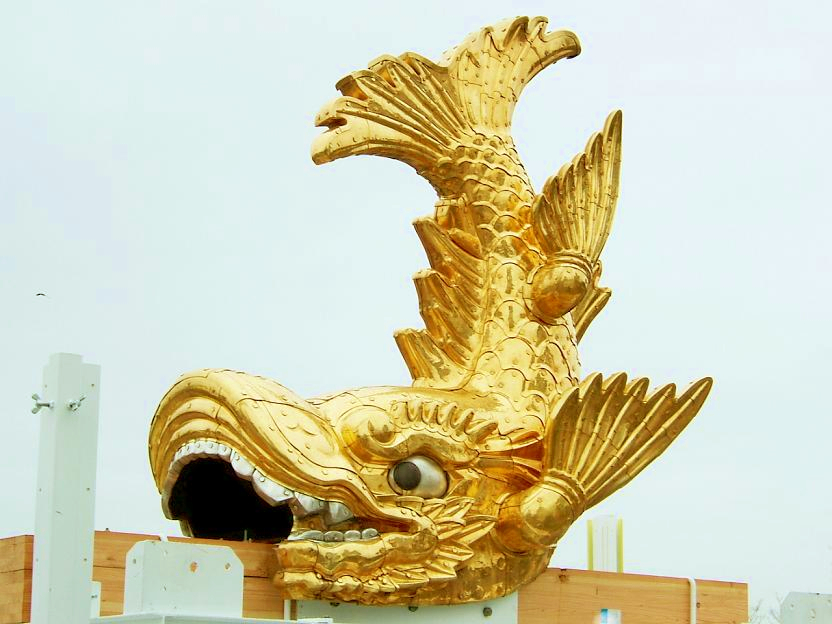
Le Grampus ornant le château de Nagoya
Le Maru-Hachi symbole de la ville de Nagoya.

## Palmarès
| Compétitions nationales | Compétitions internationales                                  |
| - Championnat du Japon (1) - Champion : 2010. - Vice-champion : 1996 et 2011. - Coupe du Japon (2) - Vainqueur : 1995 et 1999 - Finaliste : 2009 - Coupe de la Ligue (2) - Vainqueur : 2021 et 2024 - Supercoupe du Japon (2) - Vainqueur : 1996 et 2011 - Finaliste : 2000. | - Coupe d'Asie des vainqueurs de Coupe (0) - Finaliste : 1997 |

## Personnalités du club

### Anciens joueurs

Logo du club de 1993 à 1995.

- Gary Lineker
- Dragan Stojković
- Tomasz Frankowski
- Valdo
- Ivica Vastić
- Kim Jung-woo
- Wagner Lopes
- Takafumi Ogura
- Keisuke Honda
- Gérald Passi
- Franck Durix
- Eiji Kawashima
- Washington
- Teruki Tanaka

### Entraîneurs
Le tableau suivant présente la liste des entraîneurs du club depuis 1992.
| Rang | Nom                | Période   |
| ---- | ------------------ | --------- |
| 1    | Ryuzo Hiraki       | 1992-1993 |
| 2    | Gordon Milne       | 1994      |
| 3    | Tetsuro Miura      | 1994      |
| 4    | Arsène Wenger      | 1995-1996 |
| 5    | José Alberto Costa | 1996      |
| 6    | Carlos Queiroz     | 1996-1997 |

| Rang | Nom                             | Période   |
| ---- | ------------------------------- | --------- |
| 7    | Koji Tanaka                     | 1997-1998 |
| 8    | Daniel Sanchez                  | 1997-1999 |
| 9    | Mazarópi                        | 1999      |
| 10   | João Carlos da Silva Costa (en) | 1999-2001 |
| 11   | Tetsuro Miura                   | 2001      |
| 12   | Zdenko Verdenik                 | 2002-2003 |

| Rang | Nom              | Période        |
| ---- | ---------------- | -------------- |
| 13   | Nelsinho         | 2003-2005      |
| 14   | Hitoshi Nakata   | 2005           |
| 15   | Sef Vergoossen   | 2006-2007      |
| 16   | Dragan Stojković | 2008-2013      |
| 17   | Akira Nishino    | 2014-2015      |
| 18   | Takafumi Ogura   | 2016-août 2016 |

| Rang | Nom                | Période        |
| ---- | ------------------ | -------------- |
| 19   | Boško Đurovski     | août 2016-2017 |
| 20   | Yahiro Kazama      | 2017-sep.2019  |
| 21   | Massimo Ficcadenti | sep.2019-2022  |
| 22   | Kenta Hasegawa     | 2022-          |

## Bilan saison par saison
Ce tableau présente les résultats par saison de Nagoya Grampus dans les diverses compétitions nationales et internationales depuis la saison 1993.
| Saison | Championnat | Championnat | Championnat | Championnat | Championnat | Championnat | Championnat | Championnat | Championnat | Championnat | Coupe du Japon   | Coupe de la Ligue | Supercoupe | Coupes d'Asie       |
| Saison | Division    | Pos         | Pts         | J           | V           | N           | D           | BP          | BC          | Diff.       | Coupe du Japon   | Coupe de la Ligue | Supercoupe | Coupes d'Asie       |
| ------ | ----------- | ----------- | ----------- | ----------- | ----------- | ----------- | ----------- | ----------- | ----------- | ----------- | ---------------- | ----------------- | ---------- | ------------------- |
| 1993   | J1 League   | 9e          | 28          | 36          | 28          | -           | 8           | 48          | 66          | -18         | Quarts de finale | Phase de groupes  | -          | -                   |
| 1994   | J1 League   | 11e         | 15          | 44          | 15          | -           | 29          | 56          | 82          | -26         | 2e tour          | 1er tour          | -          | -                   |
| 1995   | J1 League   | 3e          | 97          | 52          | 32          | -           | 20          | 99          | 82          | +17         | Vainqueur        | -                 | -          | -                   |
| 1996   | J1 League   | 2e          | 63          | 30          | 21          | -           | 9           | 63          | 39          | +24         | 3e tour          | Phase de groupes  | Vainqueur  | -                   |
| 1997   | J1 League   | 9e          | 48          | 32          | 16          | -           | 16          | 41          | 48          | -7          | 3e tour          | Demi-finale       | -          | -                   |
| 1998   | J1 League   | 5e          | 63          | 34          | 23          | -           | 11          | 71          | 47          | +24         | Demi-finale      | Phase de groupes  | -          | -                   |
| 1999   | J1 League   | 8e          | 44          | 30          | 20          | -           | 10          | 62          | 46          | +16         | Vainqueur        | Demi-finale       | -          | -                   |
| 2000   | J1 League   | 9e          | 41          | 30          | 14          | 2           | 14          | 42          | 45          | -3          | 4e tour          | Demi-finale       | Finaliste  | -                   |
| 2001   | J1 League   | 5e          | 49          | 30          | 18          | 3           | 10          | 56          | 45          | +11         | 3e tour          | Demi-finale       | -          | -                   |
| 2002   | J1 League   | 6e          | 45          | 30          | 15          | 1           | 14          | 49          | 41          | +8          | Quarts de finale | Phase de groupes  | -          | -                   |
| 2003   | J1 League   | 7e          | 45          | 30          | 11          | 12          | 7           | 49          | 42          | +7          | 4e tour          | Quarts de finale  | -          | -                   |
| 2004   | J1 League   | 7e          | 44          | 30          | 12          | 8           | 10          | 49          | 43          | +6          | 5e tour          | Demi-finale       | -          | -                   |
| 2005   | J1 League   | 14e         | 39          | 34          | 10          | 9           | 15          | 43          | 49          | -6          | 5e tour          | Phase de groupes  | -          | -                   |
| 2006   | J1 League   | 7e          | 48          | 34          | 13          | 9           | 12          | 51          | 49          | +2          | 5e tour          | Phase de groupes  | -          | -                   |
| 2007   | J1 League   | 11e         | 45          | 34          | 13          | 6           | 15          | 43          | 45          | -2          | 5e tour          | Phase de groupes  | -          | -                   |
| 2008   | J1 League   | 3e          | 59          | 34          | 17          | 8           | 9           | 48          | 35          | +13         | Quarts de finale | Demi-finale       | -          | -                   |
| 2009   | J1 League   | 9e          | 50          | 34          | 14          | 8           | 12          | 46          | 42          | +4          | Finaliste        | Quarts de finale  | -          | Demi-finale         |
| 2010   | J1 League   | 1er         | 72          | 34          | 23          | 3           | 8           | 54          | 37          | +17         | Quarts de finale | Phase de groupes  | -          | -                   |
| 2011   | J1 League   | 2e          | 71          | 34          | 21          | 8           | 5           | 67          | 36          | +31         | Quarts de finale | Demi-finale       | Vainqueur  | Huitièmes de finale |
| 2012   | J1 League   | 7e          | 52          | 34          | 15          | 7           | 12          | 46          | 47          | -1          | Quarts de finale | Quarts de finale  | -          | Huitièmes de finale |
| 2013   | J1 League   | 11e         | 47          | 34          | 13          | 8           | 13          | 47          | 48          | -1          | 2e tour          | Phase de groupes  | -          | -                   |
| 2014   | J1 League   | 10e         | 48          | 34          | 13          | 9           | 12          | 47          | 48          | -1          | Quarts de finale | Phase de groupes  | -          | -                   |
| 2015   | J1 League   | 9e          | 46          | 34          | 13          | 7           | 14          | 44          | 48          | -4          | 2e tour          | Quarts de finale  | -          | -                   |
| 2016   | J1 League   | 16e         | 30          | 34          | 7           | 9           | 18          | 38          | 58          | -20         | 2e tour          | Phase de groupes  | -          | -                   |
| 2017   | J2 League   | 3e          | 75          | 42          | 23          | 6           | 13          | 85          | 65          | +20         | 4e tour          | -                 | -          | -                   |
| 2018   | J1 League   | 15e         | 41          | 34          | 12          | 5           | 17          | 52          | 59          | -7          | 3e tour          | Phase de groupes  | -          | -                   |
| 2019   | J1 League   | 13e         | 37          | 34          | 9           | 10          | 15          | 45          | 50          | -5          | 2e tour          | Quarts de finale  | -          | -                   |
| 2020   | J1 League   | 3e          | 63          | 34          | 19          | 6           | 9           | 45          | 28          | +17         | -                | Quarts de finale  | -          | -                   |
| 2021   | J1 League   | 5e          | 66          | 38          | 19          | 9           | 10          | 44          | 30          | +14         | Quarts de finale | Vainqueur         | -          | Quarts de finale    |
| 2022   | J1 League   | 8e          | 46          | 34          | 11          | 13          | 10          | 30          | 35          | -5          | 4e tour          | Quarts de finale  | -          | -                   |
| 2023   | J1 League   | 6e          | 52          | 34          | 14          | 10          | 10          | 41          | 36          | +5          | Quarts de finale | Demi-finale       | -          | -                   |
| 2024   | J1 League   | 11e         | 50          | 38          | 15          | 5           | 18          | 44          | 47          | -3          | 2e tour          | Vainqueur         | -          | -                   |
| Saison | Division    | Pos         | Pts         | J           | V           | N           | D           | BP          | BC          | Diff.       | Coupe du Japon   | Coupe de la Ligue | Supercoupe | Coupes d'Asie       |
| Saison | Championnat |             |             |             |             |             |             |             |             |             | Coupe du Japon   | Coupe de la Ligue | Supercoupe | Coupes d'Asie       |

## Sponsors et équipementiers

### Sponsors
- De 1992 à 2001 le club évolue sans sponsor maillot. Depuis 2001 la marque Toyota, propriétaire du club apparaît sur les maillots.

### Équipementiers
- 1992-1994 : Le Coq sportif
- 1994-1996 : Mizuno
- 1996-1998 : Umbro
- Depuis 1998 : Le Coq sportif